# 腺毛长蒴苣苔
腺毛长蒴苣苔（学名：Didymocarpus glandulosus），为苦苣苔科长蒴苣苔属下的一个植物变种。其种加词“glandulosus”意为“具腺体的”。